# ويليام بين
وليام بين (1787-1866) هو جيولوجي وعالم أصداف إنجليزي كان رائدا في جيولوجيا يوركشاير. في عام 1859 باع مجموعة من الحفريات (أكثر من 15،000) معظمها من مناطق حول سكاربورو. الغالبية العظمى من مجموعته تم شراؤها من قبل المتحف البريطاني ومجتمع يوركشاير الفلسفي.
وصف ويليام بين عدة أنواع جديدة من الرخويات، بما في ذلك (Beringius turtoni) حيث سُمِّيت تكريماً لوليام تورتون. كان ويليام بين مرتبطا مع مجلة التاريخ الطبيعي، كان صديقاً لجوشوا ألدر وألباني هانكوك.